# Rudolf Toussaint
Rudolf Toussaint (Egglkofen, 2 maggio 1891 – Monaco di Baviera, 1º luglio 1968) è stato un generale tedesco, generale plenipotenziario delle truppe tedesche in Italia e comandante militare del Protettorato di Boemia e Moravia.

## Biografia
Toussaint nacque il 2 maggio 1891 a Egglkofen dal direttore delle ferrovie Anton Toussaint e da sua moglie Fanny e, dopo un breve periodo come studente d'arte a Monaco, si arruolò nel Bayerische Armee il 21 settembre 1911 con il grado di cadetto, venendo promosso sottotenente il 25 ottobre 1913 e assegnato al 18. Königlich Bayerisches Infanterie-Regiment "Prinz Ludwig Ferdinand", con il quale combatté nella prima guerra mondiale, durante la quale riportò ferite e fu premiato con la Croce di ferro di prima e seconda classe nel 1914. Dopo la guerra, il 1º dicembre 1935 fu promosso tenente colonnello; il 1º aprile 1938, invece, fu promosso colonnello. Il 1º agosto 1938 fu nominato addetto militare presso l'ambasciata tedesca a Praga, mentre il 10 luglio 1939 fu nominato addetto militare a Belgrado. Il 1º giugno 1941 fu trasferito nella riserva dell'OKH, fino a quando il 1º luglio 1941 non fu nominato addetto militare a Budapest. Il 1º ottobre 1941 fu promosso maggior generale e il 1º ottobre 1942 tenente generale.
Il 1º settembre 1943, fu promosso General der Infanterie e fu nominato generale plenipotenziario delle truppe tedesche in Italia, sostituendo il generale Enno von Rintelen, fino al 26 luglio 1944 quando fu sostituito dall'SS-Obergruppenführer Karl Wolff. Toussaint fu, nel frattempo, nominato comandante del distretto militare di Boemia e Moravia e comandante militare del Protettorato di Boemia e Moravia, sostituendo Ferdinand Schaal. Dopo la fine della guerra, fu catturato dalle truppe americane a Pilsen e il 19 aprile 1947 fu trasferito in Cecoslovacchia, dove il 26 ottobre 1948 fu condannato all'ergastolo, commutato in 25 anni di carcere, per l'uccisione di civili durante la rivolta di Praga.
Nel 1955, egli accettò di collaborare con la Státní bezpečnost, ma il Partito Comunista di Cecoslovacchia fu contrario alla sua scarcerazione. Fu rilasciato solamente nel 1961 e morì a Monaco di Baviera nel 1968.